# Nausitz
Nausitz é uma vila e antigo município da Alemanha localizado no distrito de Kyffhäuserkreis, estado da Turíngia.  Pertence ao Verwaltungsgemeinschaft de Mittelzentrum Artern. Desde 1 de janeiro de 2019, forma parte do município de Roßleben-Wiehe.